# Shahrukh Khan
Shahrukh Khan (New Delhi, 2 november 1965) is een Indiaas acteur en filmproducent.

## Biografie
Khan werd geboren als kind van Fatima Begum en Mir Taj Mohammed Khan. Omdat de familie het financieel niet slecht had, zorgden zijn ouders ervoor dat hij en zijn oudere zuster Shahnaz daarvan profijt hadden. Khan ging eerst naar de St. Columbia Highschool en bezocht later het St. Stephens College in Delhi. Hij ontmoette Gauri Chibber op een feestje en raakte met haar bevriend. Als schuwe jongeman vond hij het niet gemakkelijk om een gesprek met een meisje te beginnen, maar dit bleek helemaal niet het geval met Gauri te zijn. Hun vriendschap groeide uit tot liefde. Ze trouwden op 25 oktober 1991.
De moeder van Khan, Fatima Begum, stierf aan diabetes in hetzelfde jaar. Zijn vader, Taj Khan, stierf in 1981 aan kanker. Khans zuster Shenaz woont in zijn huis, samen met zijn familie, omdat zij een slechte gezondheid heeft sedert de dood van haar ouders.
De zoon van Khan en Gauri, Aryan, werd op 13 november 1997 geboren en hun dochter Suhana volgde op 22 mei 2000. Op 27 mei 2013 beviel een anonieme draagmoeder van hun derde kind, zoon AbRam. Aryan lijkt in de voetstappen van zijn vader te treden: In Kabhi Kushi Kabhie Gham speelde Khan de oudere Rahul terwijl zijn zoon de jongere Rahul speelde. Alhoewel Khan moslim is, nam hij deel aan een Hindoe-huwelijk uit respect voor zijn vrouws geloof. Thuis worden hun kinderen met beide geloven opgevoed. Ze leren zowel de gewoontes van het hindoeïsme als het lezen van de Koran.
Khan brak door als acteur in 1988 in de reeks Fauji. In 1992 bewees hij zijn talent voor de bioscoop in de film Deewana. Hoewel Khan eerst romantische helden belichaamde, speelde hij vervolgens vaker en vaker schurken. De verandering van de slechterik terug naar de romantische held lukte zonder problemen, hoewel dit in India heel ongebruikelijk is. In de jaren 90 evolueerde hij met Kajol tot de droomman van India.
Vandaag de dag leidt hij verscheidene productiebedrijven (Dreamz Unlimited/Red Chillies) in Mumbai en verschijnt hij op vele reclameborden, zoals dat van een colafabrikant en dat van een aanbieder van mobiele telefoons. Khan is sinds 2006 ook te zien in mainstream-theaters in de Benelux. De populariteit van de ster vertaalde zich in een hype rond de release van zijn eerste film in de Benelux. De film Kabhi Alvida Naa Kehna uit 2006 behaalde met vier prints in een maand tijd meer dan 30.000 bezoekers, waarmee het de succesvolste Bollywoodfilm tot op heden is in de Benelux.

## Filmografie

### Televisiereeksen
1. Fauji (1988)
2. Dil Dariya (1988)
3. Ummeed (1989)
4. Mahan Karz (1989)
5. Wagle Ki Duniya (Speciale Verschijning) (1989)
6. Circus (1989 - 1990)
7. Doosra Keval (1989)
8. In which Annie gives it those ones (1989)
9. Idiot (1991)
10. Rajani (Speciale Verschijning) (1993)
11. Fabulous Lives of Bollywood Wives (2020)
12. The Romantics (2023)

### Films
1. Deewana (1992)
2. Chamatkar (1992)
3. Dil Aashna Hai (1992)
4. Raju Ban Gaya Gentleman (1992)
5. Maya Memsaab (1992)
6. King Uncle (1993)
7. Kabhi Haan Kabhi Naa (1993)
8. Darr (1993)
9. Baazigar (1993)
10. Anjaam (1994)
11. Zamaana Deewana (1995)
12. Trimurti (1995)
13. Ram Jaane (1995)
14. Oh Darling Yeh Hai India (1995)
15. Karan Arjun (1995)
16. Guddu (1995)
17. Dilwale Dulhania Le Jayenge (1995)
18. English Babu Desi Mem (1996)
19. Chaahat (1996)
20. Army (1996)
21. Dushman Duniya Ka (1996)
22. Pardes (1997)
23. Gudgudee (Speciale Verschijning) (1997)
24. Koyla (1997)
25. Yess Boss (1997)
26. Dil To Pagal Hai (1997)
27. Kuch Kuch Hota Hai (1997)
28. Duplicate (1998)
29. Dil Se (1998)
30. Baadshah (1999)
31. Phir Bhi Dil Hai Hindustani (2000)
32. Hey Ram (2000)
33. Josh (2000)
34. Har Dil Jo Pyar Karega (Speciale Verschijning) (2000)
35. Mohabbatein (2000)
36. Gaja Gamini (Speciale Verschijning) (2000)
37. One 2 Ka 4 (2001)
38. Asoka (2001)
39. Kabhi Khushi Kabhie Gham (2001)
40. Devdas (2002)
41. Hum Tumhare Hain Sanam (2002)
42. Shakti (2002)
43. Saathiya (Speciale Verschijning) (2002)
44. Chalte Chalte (2003)
45. Kal Ho Naa Ho (2003)
46. Yeh Lamhe Judaai Ke (2004)
47. Main Hoon Na (2004)
48. Veer-Zaara (2004)
49. Swades (2004)
50. Kaal (Speciale Verschijning) (2005)
51. Silsiilay (2005)
52. Paheli (2005)
53. Alag (Speciale Verschijning) (2006)
54. Kabhi Alvida Naa Kehna KANK (2006)
55. Don - The Chase Begins (2006)
56. Chak De India (2007)
57. Om Shanti Om (2007)
58. Rab Ne bana Di Jodi (2008)
59. Billu Barber (2009)
60. My Name Is Khan (2010)
61. Don 2: The King is Back (2011)
62. Ra.one (2011)
63. Jab Tak Hai Jaan (2012)
64. Chennai Express (2013)
65. Happy New Year (2014)
66. Dilwale (2015)
67. Fan (2016)
68. Dear Zindagi (2016)
69. Raees (2017)
70. Jab Harry met Sejal (2017)
71. Zero (2018)
72. Rocketry: The Nambi Effect (Speciale Verschijning) (2022)
73. Brahmastra (Speciale Verschijning) (2022)
74. Laal Singh Chaddha (Speciale Verschijning) (2022)
75. Pathaan (2023)
76. Jawan (2023)
77. Tiger 3 (Speciale Verschijning) (2023)
78. Dunki (2023)

### Producties
1. Phir Bhi Dil Hai Hindustani (2000)
2. Asoka (2001)
3. Chalte Chalte (2003)
4. Main Hoon Na (2004)
5. Kaal - (Speciale Verschijning) (2005)
6. Paheli (2005)
7. Om Shanti Om (2007)
8. Billu Barber (2009)
9. My Name Is Khan (2010)
10. Ra.one (2011)
11. Don 2: The King is Back (2011)
12. Chennai Express (2013)
13. Happy New Year (2014)
14. Dilwale (2015)
15. Dear Zindagi (2016)
16. Raees (2017)
17. Jab Harry Met Sejal (2017)
18. Ittefaq (2017)
19. Zero (2018)
20. Badla (2019)
21. Kaamyaab (2020)
22. Class of '83 (2020)
23. Bob Biswas (2021)
24. Love Hostel (2021)

## Prijzen
Filmfare Awards
1. Deewana Beste Debuut (1992)
2. Baazigar Beste Hoofdacteur (1993)
3. Kabhi Haan Kabhi Naa Criticiprijs als Beste Acteur (1993)
4. Anjaam Beste Acteur voor het Rol van een Schurk (1994)
5. Dilwale Dulhania Le Jayenge Beste Hoofdacteur (1995)
6. Dil To Pagal Hai Beste Hoofdacteur (1997)
7. Kuch Kuch Hota Hai Beste Hoofdacteur (1998)
8. Mohabbatein Criticiprijs als Beste Acteur (2000)
9. Devdas Beste Hoofdacteur (2002)
10. Special Award van het Zwitserse Consulaatstrophy (2002)
11. Filmfare Power Award (2004)
12. Swades Beste Hoofdacteur (2005)
13. Filmfare Power Award (2005)

Screen Awards
1. Ram Jaane Beste Acteur (1995)
2. Best Jodi No. 1 - Kajol & Shahrukh (2001)
3. Best Jodi No. 1 - Aishwarya & Shahrukh (2002)
4. Devdas Beste Acteur (2002)
5. Best Jodi No. 1 - Preity & Shahrukh (2005)
6. Veer-Zaara Beste Hoofdacteur (2005)

Zee Cine Awards
1. Dil To Pagal Hai Beste Acteur (1997)
2. Kuch Kuch Hota Hai Beste Acteur (1998)
3. Devdas Beste Acteur (2002)
4. Kal Ho Naa Ho Superstar van het Jaar 2003 (2003)
5. Veer-Zaara Beste Hoofdacteur (2005)

Sansui Viewer's Choice Movie Award
1. Dil To Pagal Hai Beste Acteur (1997)
2. Kuch Kuch Hota Hai Beste Acteur (1998)
3. Mohabbatein Beste Acteur (2000)
4. Asoka Jury Award v.h. beste Acteur (2001)
5. Devdas Beste Acteur (2002)
6. Kal Ho Naa Ho Jury Award v.h. beste Acteur (2004)

Z Gold Bollywood Award
1. Kuch Kuch Hota Hai Beste Acteur (1998)
2. Devdas Beste Acteur (2002)

GIFA Awards
1. Swades Beste Hoofdacteur (2005)

IIFA Awards
1. Award als populairste Acteur (1999)
2. Devdas Beste Hoofdacteur (2002)
3. Veer-Zaara Beste Hoofdacteur (2004)

AIFA Awards
1. Kabhi Khushi Kabhie Gham Beste Acteur (2001)
2. Asoka Beste Acteur (2001)

AFGA Awards
1. Mohabbatein Beste Acteur (2000)

Planet Bollywood People's Choice Awards On The Internet
1. Mohabbatein Beste Acteur (2000)
2. Asoka Beste Art Film (2001)

Bollywood On Web Award
1. Kabhi Khushi Kabhie Gham Beste Acteur (2001)

MTV IMMES Awards
1. Chalte Chalte Beste mannelijke Acteur (2004)

Andere Toekenningen
1. Meest sexy man in Azië (2001)
2. Rajiv Gandhi Award (2002)
3. Best Student Award (2003)
4. Bollywood Star Of The Decade Award (2004)
5. Padma Shri (Ind. Nationaalprijs) (2005)
6. Lions Award (2005)